# Malaury Martin
Pour les articles homonymes, voir Martin.
Malaury Martin, né le 25 août 1988 à Nice, est un footballeur français.
Sélectionné à 47 reprises dans les différentes catégories de jeunes de l'Équipe de France, il marquera 5 buts avec les U15, U16, U17, U18, U19 et U21. Il sera le capitaine des U17 jusqu'au U21.

## Carrière en clubs

### AS Monaco FC (2006-2010)
Né à Nice, Malaury Martin intègre le centre de formation voisin, celui de l'AS Monaco, en 2000.
Le 13 mai 2006, il découvre la Ligue 1 avec l’équipe première lors du dernier match de la saison, face à AS Nancy-Lorraine (score final 2-2).
Relayeur très impressionnant pour son âge, Ricardo le qualifie de « gage pour l'avenir ».
Capitaine de l’équipe réserve de l’AS Monaco, il finira Champion de France des Réserves Professionnelles en 2007/2008.
Sur les recommandations d'Alexandre Alva, recruteur du Nîmes Olympique, il sera prêté lors de la saison 2008/2009, où il jouera 16 matchs et marquera 2 buts.
Le Président Cases déclarera : « Nous lui avons donc fait récemment une offre d’extension de son contrat, tout en étant conscient du fait qu’il serait peut-être préférable pour lui de faire une saison complète en tant que titulaire dans un autre environnement. Il est donc probable, mais pas certain, que Malaury soit prêté cette saison ».
Il fera ses débuts le 12 septembre 2008 contre le Tours FC (défaite 0-1) et sera titularisé à 14 reprises dans une saison où le Nîmes Olympique échappera à la relégation en National d’un point.
De retour à Monaco, Guy Lacombe ne compte pas sur lui et doit donc évoluer avec l'équipe réserve du club monégasque.
En juin 2010, il fait un essai au Fire de Chicago, club de Major League Soccer et au Blackpool FC.
Le 29 juillet 2010, l'ASM annonce la résiliation de son contrat.

### Blackpool FC (2010-2011)
Courant Juin 2010, Malaury effectuera un essai au sein du club anglais. Il voyagera avec l’équipe première et participera au tournoi de pré-saison nommé South West Challenge Cup. Il fera sa première apparition sous le maillot des Seasiders le 20 juillet 2010 lors de la victoire contre Accrington Stanley où il sera élu « Homme du match ».
Après son essai concluant, Malaury Martin s’engage, le 11 août 2010, pour une saison en faveur du Blackpool FC, club promu cette année-là en Premier League.
À la suite de la relégation de son club, il résiliera son contrat.

### Middlesbrough FC (2011-2012)
Dès le 30 juin 2011, Malaury fera un essai au Middlesbrough FC, alors en Championship, et signera, le 18 juillet, un contrat d’un an avec le club.
Le 13 août 2011, il réalisera d’excellents premiers pas avec Middlesbrough FC lors de la victoire contre Leeds (1-0).
Il marquera le premier des trois buts du MFC lors de la victoire 3 à 1 contre Birmingham City, le 21 août 2011.
Son second but pour Boro sera marqué sur un magnifique coup franc, à la 90e minute du match contre Bristol City, le 3 décembre 2011. Ce but donnera la victoire à son équipe.
Le 24 mars 2012, il récidivera lors du match nul contre Bristol, d’une puissante frappe de l’extérieur de la surface.
Après ce match, le manager de Bristol City, Derek McInnes, déclara que Malaury avait « changé le match » et que sa frappe « était fantastique ».
Cependant, à la fin de la saison, le club décida de ne pas prolonger de nombreux joueurs en fin de contrat, dont Malaury, qui quittera le club le 1er juillet 2012. Il fera notamment un essai pour le club de Barnsley (Championship).

### FC Lausanne-Sport (2012-2013)
Après plusieurs mois d'inactivité, il rejoint le FC Lausanne-Sport pour 6 mois, le 18 février 2013. 
Il effectuera ses débuts pour le club le 3 mars 2013, lors du match nul contre Grasshopper et marquera son premier but pour le FC Lausanne-Sport, le 3 mai 2013, contre le FC Zurich (score final 1-1).
Après une douzaine de matchs joués, il quitte le club à la fin de saison.

### Sandnes Ulf (2014-2015)
En février 2014, il s'engage avec la formation norvégienne de Sandnes Ulf.
Après une saison première saison en Tippeligaen où il joue peu (six matchs, aucun but marqué) son club est relégué, dernier de l'édition 2014. La saison suivante en 1. divisjon il s'impose dans l'équipe et joue 22 matchs pour 4 buts inscrits. Il résilie son contrat durant l’été 2015 pour rejoindre un club de l'élite norvégienne.

### Lillestrøm SK (depuis 2015)
Le 1er août 2015, il signe pour Lillestrøm SK, 5e du championnat en 2014.
En rejoignant les Kanarifuglene (Canaris), il rejoint l'un des plus gros club norvégiens. En effet, le LSK n’a jamais connu la relégation.
Il reste deux ans au club et joue 42 matchs avec l'équipe principale lors desquels il inscrit 9 buts. Lors de ces deux saisons le club termine successivement huitième et douzième (pour seize équipes engagées).

## Carrière en équipe de France de jeunes
Habitué des équipes de France de jeunes (depuis les U15 jusqu’aux U21), il sera sélectionné à 47 reprises et marquera 5 buts.
Capitaine dès les U17 jusqu’au U21, il mène l'Équipe de France U19 jusqu’en demi-finale de l'Euro autrichien. Le milieu de terrain monégasque figure dans l'équipe type de la compétition. Une récompense honorifique pour celui qui a inscrit deux buts et 3 passes décisives durant l'épreuve, lors du premier match de poule contre la Serbie (5-2) et du match contre l'Allemagne (1-0). « Évoluant de manière posée et difficile à déposséder du ballon, il a été le moteur d'une équipe de France qui a fait jeu égal avec tous ses adversaires. Aussi habile sur les passes courtes que longues, il est également spécialiste des coups de pied arrêtés - comme en témoigne son but face à la Serbie », précise le site officiel de l’UEFA.
En janvier 2009, il est convoqué par Erick Mombaerts, sélectionneur de l'Équipe de France espoirs de football pour un stage de détection à Clairefontaine, et joue lors d'une opposition face à la réserve du Paris Saint-Germain (2-2).

## Palmarès
- 2007 - Demi-Finaliste de l’Euro U19 - Équipe de France U19
- 2007 - Élu par l’UEFA dans l’équipe type de l’Euro U19 - Équipe de France U19
- 2008 - Champion de France des Réserves Professionnelles - AS Monaco

## Statistiques
| Saison         | Club              | Championnat      | Championnat | Championnat | Championnat | Coupe Nationale | Coupe Nationale | Coupe Nationale | Total Saison | Total Saison | Total Saison |
| Saison         | Club              | Division         | Matchs      | Buts        | Passes D    | Matchs          | Buts            | Passes D        | Matchs       | Buts         | Passes D     |
| 2005-2006      | AS Monaco         | Ligue 1          | 1           |             |             |                 |                 |                 | 1            |              |              |
| 2006-2007      | AS Monaco         | Ligue 1          |             |             |             |                 |                 |                 |              |              |              |
| 2007-2008      | AS Monaco         | Ligue 1          | 7           |             |             | 1               |                 |                 | 8            |              |              |
| 2008-2009      | Nîmes Olympique   | Ligue 2          | 14          |             |             | 2               |                 |                 | 16           |              |              |
| 2009-2010      | AS Monaco         | Ligue 1          |             |             |             |                 |                 |                 |              |              |              |
| 2010-2011      | Blackpool FC      | Premier League   |             |             |             |                 |                 |                 |              |              |              |
| 2010-2011      | Blackpool FC U21  | U21 Championship | 7           | 2           | 1           |                 |                 |                 | 7            | 2            | 1            |
| 2011-2012      | Middlesbrough FC  | Championship     | 15          | 3           |             | 3               |                 | 2               | 18           | 3            | 2            |
| 2012-2013      | FC Lausanne-Sport | Super League     | 12          | 1           |             |                 |                 |                 | 12           | 1            |              |
| 2014           | Sandes Ulf        | Tippeligaen      | 5           |             |             | 1               |                 |                 | 6            |              |              |
| 2015           | Sandes Ulf        | OBOS-ligaen      | 15          | 4           | 4           | 1               |                 |                 | 16           | 4            | 4            |
| 2015           | Lillestrøm SK     | Tippeligaen      | 11          | 3           | 1           |                 |                 |                 | 11           | 3            | 1            |
| 2016           | Lillestrøm SK     | Tippeligaen      | 18          | 5           | 5           | 3               |                 |                 | 21           | 5            | 5            |
| Total Carrière | Total Carrière    | Total Carrière   | 105         | 18          | 11          | 11              | 0               | 2               | 116          | 18           | 13           |
| -------------- | ----------------- | ---------------- | ----------- | ----------- | ----------- | --------------- | --------------- | --------------- | ------------ | ------------ | ------------ |